# Vectari de Friül
Wechtar, Vectari o Wechthari, fou un cap llombard de Vicenza, que va ser el duc de Friül des 666 a 678. Va prendre el control de Friül per nomenament del rei Grimoald, després de la rebel·lió de Llop de Friül i el seu fill Arnefrid, ajudat per la invasió dels àvars, cridats pel mateix Grimoald. D'acord amb Pau el Diaca, fou suau i just.
Poc després que Grimoald va pacificar la regió, Vectari va ser nomenat duc. Poc després del seu nomenament, va viatjar a Pavia i, en la seva absència, els eslaus, antics aliats d'Arnefrid, van envair el seu ducat. Van intentar prendre Forum Iulium (moderna Cividale) i van acampar a Boxas, de localització 
incerta. Pau diu que Vectari acabava de tornar de Pavia quan es va assabentar de la situació del campament i va marxar contra ells amb vint-i-cinc homes (el gruix principal del seu seguici ja s'havia avançat cap a la capital). En un pont sobre el Natisone, Vectari els va trobar i, altre cop d'acord amb Pau el Diaca, els va derrotar en el camí. La precisió històrica del relat de Pau ha estat posada en dubte.
Vectari va morir el 678 i va ser succeït per Landari.